# Opa !
Pour plus de détails, voir Fiche technique et Distribution.
Opa ! est un film gréco-britannique réalisé par Udayan Prasad (en) en 2005, tourné à Patmos.

## Distribution
- Matthew Modine : Eric
- Richard Griffiths : Tierrney
- Agni Scott (de) : Katerina
- Alki David (en) : Spiros Kakogiannis
- Christos Valavanidis (en) : Mayor
- Grigoris Pimenidis : Yorgos
- Stavros Sioulis : Kostas
- Shuler Hensley : Big Mac McLaren
- Mihalis Yannatos (en) : Hektor
- Stathis Nikolaidis : le premier bureaucrate
- Costas Xikominos : le deuxième bureaucrate
- Alexandros Koliopoulos : le troisième bureaucrate